# Alchornea chiapasana
Alchornea chiapasana är en törelväxtart som beskrevs av Faustino Miranda. Alchornea chiapasana ingår i släktet Alchornea och familjen törelväxter. Inga underarter finns listade i Catalogue of Life.